# Международное телерадиовещание
Междунаро́дное телерадиовеща́ние — телерадиовещание, нацеленное на аудиторию в иностранных государствах. Для достижения слушателей иновещание использует длинноволновое, средневолоновое или коротковолновое радио, а в последние десятилетия также прямое спутниковое и интернет-вещание.
Целями международного радиовещания могут быть пропаганда, в том числе религиозная, поддержка контактов с жителями колоний или экспатриантами, просветительская деятельность, поддержка коммерческих связей, национального престижа, содействие туризму и дружбе между странами. Службы иновещания начали появляться в 1920-х годах.

## Цели международного телерадиовещания
У одного государства есть несколько причин обратиться к аудитории в других государствах. Ниже перечислены некоторые из них.
Одна из самых очевидных целей — пропаганда. Многие станции, находящиеся в собственности правительства, создают положительный образ своей страны, что может способствовать деловым инвестициям и/или туризму. Другие вещатели борются с негативным изображением государства, которое создают другие правительства или находящиеся внутри страны диссиденты и повстанцы. Например, такой цели служило южноафриканское Radio RSA во времена апартеида. Некоторые передачи иновещания имели своей целью распространение государственной идеологии, например программа «Каков коммунизм?» на «Московском радио» с 1960-х до 1980-х годов.
Во время Холодной войны американские радио «Свобода» и «Радио Свободная Европа» были созданы для вещания, ориентированного на аудиторию «за железным занавесом», чтобы сообщать новости, которые в этих странах замалчивались из-за цензуры, и стимулировать инакомыслие. В настоящее время ту же функцию выполняют американское Radio y Televisión Martí, ориентированное на аудиторию Кубы, и «Радио Свободная Азия», ориентированное на аудитории КНР, Вьетнама, Лаоса и КНДР.
Существуют также станции, использующиеся в целях обеспечения религиозного образования, передачи религиозной музыки или транслирования богослужений. Например, Радио Ватикана, созданное в 1931 году, передаёт католические программы. Другие станции, например Трансмировое Радио, занимаются проповедованием протестантизма.
Станции также вещают зарубежным зрителям по культурным причинам. Часто ради контакта экспатриантов с родной страной радиостанции передают свои внутренние сообщения на короткой волне. Другие причины включают преподавание иностранного языка, такие как испанский класс Radio Exterior de España или передачи по обучению английскому языку «Голоса Америки». В случае крупных вещательных компаний, таких как Всемирная Служба Би-Би-Си или Радио Австралии, есть место и для просветительского вещания.

## Аудитория
Международные телекомпании могут иметь технические средства для достижения зарубежной аудитории, но пока зарубежная аудитория не находит поводов прослушать ту или иную программу, и эффективность и востребованность телекомпании стоит под вопросом.
Аудитория иностранных слушателей состоит из четырёх частей:
1. Экспатрианты, которые желали бы, но не могут слушать радио или смотреть телевизионные программы из дома.
2. Радиолюбители, увлечённые своим хобби, которые пытаются слушать так много станций, насколько возможно.
3. Журналисты, правительственные чиновники, а также субъекты, которые оказывают несоразмерное воздействие на иностранные государства или экономическую политику.
4. Офицеры разведки и агенты, которые контролируют радиопередачи и для открыто-исходных подсказок разведки к политике радиовещательного государства и для скрытых сообщений иностранным агентам, действующим в стране получения.

Без этой четвёртой категории международные дикторы оказываются перед трудностью в получении финансирования. В 2001, например, BBC World Service прекращало передачу коротковолновых передач в Северной Америке, и другие международные компании, такие как Радио YLE Финляндия, прекратили трансляцию некоторых иноязычных программ.

## История

### Становление вещания на коротких волнах (1929—1939)
В межвоенный период иновещание вели:
- радиоорганизации стран, имеющих большие диаспоры, в целях сохранения культурных связей (передачи общества с ограниченной ответственностью «Немецкая радиостанция» в 1929—1934 гг. под позывным «Вельтрундфункзендер», передачи Польского радио, передачи Радио София, передачи Радио Белграда, передачи чехословацкого общества с ограниченной ответственностью «Радиожурнал», передачи португальской Национальной радиостанции в 1936—1939 гг., передачи Венгерского радио, передачи Румынской радиовещательной компании в 1938—1939 гг.);
- радиоорганизации колониальных империй (передачи французского Национального радиовещания в 1931—1939 гг. под позывным «Пост Колониаль», передачи Британской радиовещательной корпорации в 1932—1939 гг. под позывным «Би-би-си Эмпайр Сервис», передачи бельгийского Национального учреждения радиовещания в 1934—1940 гг.);
- радиоорганизации стран с государственной идеологией в целях её пропаганды, при этом пропаганда теории преобладала над пропагандой точки зрения носителей идеологии по актуальным вопросам, например:
  - радиопередачи Итальянского учреждения радиопередач в 1930—1943 гг. под позывным «Радио Рома» и радиопередачи немецкой Имперской радиовещательной компании в 1934—1945 гг. велись в целях пропаганды фашизма;
  - радиопередачи Всесоюзное радио (велись с 1929 года) в целях пропаганды коммунизма;
- религиозные организации, например Радио Ватикана;
- международные организации, например Радио Наций.

### Коротковолновое радиовещание в период Второй мировой войны (1939—1945)
Первые в мире иноязычные радиостанции были запущены в середине и конце 1930-х гг. (исключением являлось советское Московское радио, являвшееся изначально иноязычным) — немецкая Deutscher Kurzwellesender (1934 год), французская Paris Mondial, BBC Overseas Service (1938 год), американская Voice of America (1942 год). В 1937 году КПГ и её симпатизанты из Испании на коротких волнах запустили радиостанцию Deutscher Freiheitssender 29,8 («Немецкое Радио Свобода 29,8»), в 1939 году после поражения республиканской армии в испанской гражданской войне прекратила вещание. В 1939 году после начала Второй мировой войны RN на коротких волнах запустил немецкоязычную радиостанцию Deutscher Freiheitssender, а RRG — франкоязычную радиостанцию Radio Humanité, в 1940 году после оккупации Франции Германией обе прекратили своё вещание, из Великобритании французское сопротивление запустило Sender Bir Hakeim в направлении Германии и Radio Londres в направлении Франции в противовес радиостанции немецкой оккупационной администрации Radio Paris и радиостанции коллаборационистов Radio National. В 1941 году после нападения Германии на СССР КПГ и её симпатизанты из СССР запустили радиостанцию Geisterstimme («Голос духа»), в 1944 году она была заменена Sender Freies Deutschland («Радио Свободная Германия»).

### Коротковолновое радиовещание в период Холодной войны (1945—1991)
Радиовещание в период Холодной войны в основном велось в целях пропаганды, при этом преобладала пропаганда точки зрения стороны по актуальным вопросам над пропагандой самой теории.
Вследствие того что в 1946—1949 гг. PR, CSRo, MR, SRR и Радио София оказались под контролем коммунистических партий и (или) их сторонников, ЦРУ США с участием эмигрантов из этих стран организовало вещание на коротких волнах RFE (Radio Free Europe — «Радио Свободная Европа») из западных земель Германии с 4 июля 1950 года, а затем, с участием русской эмиграции, и Радио Освобождение (с 1959 года RL (Radio Liberty — «Радио Свобода»)) — с 1 марта 1953 года. В 1976 году они объединились в RFE/RL. 
Передачи «Радио «Свобода»», а также, в разное время, и передачи других вещавших на СССР радиостанций подвергались в СССР глушению.
Советские прокоммунистические организации под крышей Гостелерадио СССР в 1964 году на коротких волнах запустили радиостанцию Мир и прогресс. 19 августа 1956 года на средних волнах из восточно-немецких земель была запущена прокоммунистическая радиостанция Deutscher Freiheitssender 904, в мае 1959 года на коротких волнах — Radio Berlin International, 30 сентября 1971 года Deutscher Freiheitssender 904 прекратила вещание. 
В середине 1980-х гг. возникли первые международные спутниковые информационные телеканалы: 
- франкоязычный франко-швейцарско-бельгийско-канадский государственный TV5 Monde (2 июня 1984 года),
- американский частный CNN International (1 сентября 1985 года технически он стал первым 24-часовым международным телеканалом новостей, поскольку он стал доступным в Канаде вскоре после запуска),
- британский государственный BBC World Service Television (11 марта 1991 года, BBC рассматривала создание глобального телевизионного новостного канала ещё в далеком 1975-м году, но оставило идею по внутренним причинам),
- англо-немецкий государственный DW-TV (1 апреля 1992 года).

### Иновещание в 1990—2000-е
В конце 1980-х и 1990-х гг., начале и середине 2000-х гг. происходит запуск международных государственных телеканалов для эмигрантов и туристов стран Южной и Восточной Европы: 
- испанский TVE Internacional (1 декабря 1989 года),
- сербский РТС Сателит (14 мая 1991 года),
- итальянский Rai Italia (1 января 1992 года),
- португальский RTP International (10 июня 1992 года),
- польский TVP Polonia (24 октября 1992 года),
- румынский TVRi (1995),
- греческий ERT World (1996),
- болгарский БНТ Свят (2 мая 1999 года),
- венгерский Duna World (2006).

После объединения Германии и распада Чехословакии, Югославии, СССР и федерализации Бельгии возникло несколько новых международных радиостанций:
- Международное радио Словакии (в 1993 году),
- Голос Хорватии (в 2003 году) и RTBF International (в 2004 году)

Восточно-немецкая Radio Berlin International прекратила вещание. Польская, чехословацкая, венгерская и болгарская службы VOA, RFE/RL, DW, BBC Radio Service, RFI прекратили вещание.
В 1990-е гг. были запущены спутниковые развлекательные телеканалы: французский France Supervision в 1992 году и британский BBC Prime в 1995 году, в начале 2000-х гг. — спутниковые «кулинарные» телеканалы — французский Gourmet TV в 2001 году и британский BBC Food в 2002 году, но во второй половине 2000-х гг. они были закрыты.
В 2000-е гг. возникают международные государственные спутниковые иноязычные информационные телеканалы: 
- китайский CCTV International (25 сентября 2000 года),
- немецкий DW Arabia (2002),
- российский RT (10 декабря 2005 года),
- France 24 English (6 декабря 2006 года),
- France 24 Arabic (2 апреля 2007 года),
- российский Русия аль-Яум (4 мая 2007 года),
- китайский CCTV-Español (1 октября 2007 года),
- британский BBC Arabic Television (11 марта 2008 года),
- британский BBC Persian Television (14 января 2009 года),
- китайский CCTV Arabic (25 июля 2009 года),
- российский RT Español (28 декабря 2009 года),
- немецкий DW Latinoamérica (6 февраля 2012 года).

### Сворачивание аналогового вещания (с 2007 года)
В предыдущие десятилетия коротковолновые (а иногда и мощные средневолновые) передачи рассматривались как основной (а часто и единственный) способ, посредством которого вещатель может достичь международной аудитории. В последние годы распространение таких технологий, как спутниковое телевидение, Интернет, а также ретрансляция программ в СВ- и УКВ-диапазонах, в целевых странах привело к тому, что это так, как раньше, не обязательно. В 2004 году своё иноязычное аудиовещание свернула Швейцария (на коротких волнах прекратила вещание в 2001 году), в 2006 году иновещание свернула Финляндия, в 2007 году было полностью закрыто иновещание Италии и Венгрии, в том же году вещание на коротких волнах прекратило Международное радио Нидерландов (вскоре свернула аудиовещание, оставив только несколько иноязычных сайтов), Радио Швеции в 2010 году, Радио Прага и Международное радио Словакии в 2011 году свернули вещание на коротких волнах, Радио Болгария в 2012 году, Радио Польша в 2013 году, Голос Хорватии и Radio Exterior в 2014 году, в 2015 году — Радио Сербии. Вещание VOA, BBC, DW и RFI в направлении Восточной Европы (кроме России) было прекращено, вещание этих радиостанций в направлении России, арабских стран, Латинской Америки и Бразилии было сохранено через спутниковое телевидение и Интернет, вещание в направлении Африки и Передней Азии было сохранено на коротких волнах. 
В 2010-е гг. возникают международные государственные спутниковые документальные телеканалы:
- китайский CCTV-9 Documentary 1 января 2011 года,
- российский Russia Today Documentary 23 июня 2011 года,
- британский BBC Eart 1 февраля 2015 года,
- французский TV5 Monde Style HD 8 апреля 2015 года,

а также международные развлекательные телеканалы — французский Tivi5 Monde 27 января 2012 года, британские BBC Brit 1 февраля 2014 года и BBC First 3 августа 2014 года.

## Средства достижения аудитории
У международного вещателя есть несколько путей достижения иностранной аудитории:
- Если иностранная аудитория находится недалеко от вещателя, мощные длинноволновые и средневолновые станции могут обеспечить надежный охват.
- Если иностранная аудитория находится на расстоянии более чем в 1000 километров от передатчика, используется коротковолновое радио, но прохождение сигнала может быть затруднено неблагоприятными солнечными/геомагнитными условиями.
- Международный вещатель может использовать местный коротковолновый передатчик как ретрансляционную станцию.
- Программы, подготовленные международным вещателем, могут ретранслироваться местными теле- и радиостанциями.
- Соседние государства, такие как Израиль и Иордания, могут транслировать передачи друг друга.

Крупные вещатели, такие как Би-би-си, RFI или Deutsche Welle, могут использовать все вышеупомянутые методы. Несколько международных вещателей, таких как Швейцарское Международное радио, отказались от вещания на коротких волнах в целом, опираясь только на интернет-вещание. Другие, такие как BBC World Service, отказались от коротковолновых передач в отдельных регионах, опираясь на местные радиостанции, спутниковое и интернет-вещание.

### Трансляция на длинных и средних волнах
Большинство радиоприемников в мире способны принимать в диапазоне средних волн, MW (530 кГц -1710 кГц), на котором ночью возможен надёжный приём на расстоянии 150—2500 км от передатчика. Средневолновый диапазон активно используется во всем мире для международного радиовещания на официальной и неофициальной основе.
Кроме того, много приёмников, используемых в Европе и России, могут принимать длинноволновый вещательный диапазон (150—280 кГц), который обеспечивает надёжные дальние коммуникации по межконтинентальным расстояниям.

### Трансляция на коротких волнах
Все другие приёмники способны принимать КВ радиостанции на частотах 2000 — 30 000 кГц или 2 к 30 МГц. В зависимости от времени дня, сезона года, облачности и геомагнитной области Земли, сигнал мог бы достигнуть всего мира. Международные станции, в общем, используют специальные направленные антенны, чтобы нацелить сигнал к намеченной аудитории и увеличить эффективную мощность в том направлении. Выходная мощность передатчика увеличивалась с 1920-х годов. Более высокая мощность передатчика действительно гарантирует лучший приём в целевой области. Также в большинстве случаев компенсирует воздействие помех. Использование таких антенн для международного радиовещания началось в середине 1930-х и стало распространённым к 1950-м. С помощью этих антенн сегодня станции могут иметь до десятков миллионов ватт мощности.
- 1950-е: 100 кВт
- 1960-е: 200 кВт, в начале 1960-х (2 x 100 кВт, «побратимы»)
- 1970-е: 300 кВт, но много передатчиков на 250 кВт проданы
- 1980-е: 500 кВт иногда передатчики были «удвоены», чтобы произвести продукцию на 1000 киловатт
- с 1980-х годов по настоящее время: 600 кВт, 1200 кВт.

Здесь следует упомянуть, что мощности в 500кВт были достигнуты и ранее чем в 1980 году, однако таких станций было мало, и первые из них находились на территории бывшего СССР, занимаясь в том числе и международным радиовещанием, разумеется в своих политических целях.
При этом часто такие сверхмощные радиовещательные станции работали рядом с военными загоризонтными РЛС, выполняя также и задачу «разогрева ионосферы», однако подробности подобных технических решений, с одной стороны, вызывают вопросы, с другой, остаются за рамками обсуждения.
До недавнего времени на коротких волнах вещали такие международные государственные радиостанции, как VOA, DW, BBC World Service, RFI, Radio Rome, Radio Sweden, Radio Exterior, Radio Portugal, Голос Греции, Radio Poland, Radio Praha, Radio Budapest, Radio Romania International, Radio Bulgaria, Голос Хорватии, Radio Jugoslavia, Radio Tirana 3, Голос России.
В настоящий момент на коротких волнах вещает Radio Romania International, Голос Турции, Голос Кореи, RTI, CRI, KBS World Radio, NHK World Radio Japan, AIR External Service, VOV6, а также африканские и афганские редакции VOA, BBC, DW и RFI.

### Ретрансляция международных радиостанций в стране-адресанте
Ретрансляция международных радиостанций в стране-адресанте может осуществляться либо через проводное аудиовещание (как через отдельные сети, так и совместно с проводным (кабельным) телевидением и проводным интернетом), либо через беспроводное аудиовещание ближнего приёма (через FM, совместно с беспроводным (эфирным) телевидением и беспроводным (LTE) Интернетом, а также через AM маломощных передатчиков). 

#### Проводная ретрансляция
В Швейцарии и Нидерландах в период существования проводного радиовещания существовали отдельные программы (проводные радиостанции), ретранслировавшие иностранные радиопередачи. Кроме того в настоящий момент через проводной интернет доступны практически все международные радиостанции.

#### Беспроводная ретрансляция ближнего приёма
В Кабо-Верде и Мозамбике ретранслируется радиостанция RDP Africa и RFI Portuguesse португальской государственной телерадиокомпании RDP и французской государственной телерадиокомпании France Medias Monde, в Сенегале, Кот'д-Ивуаре, Камеруне, Габоне, обеих Конго — радиостанции RFI Afrique и BBC Afrique — французской государственной телерадиокомпании France Medias Monde и британской государственной телерадиокомпании BBC соответственно, в одном из Конго также — радиостанция RTBF International бельгийской государственной телерадиокомпании RTBF, в Гане, Намибии, Замбии, Уганде, Кении — радиостанции BBC World Service и RFI English британской государственной телерадиокомпании BBC и французской государственной телерадиокомпании France Medias Monde, в Румынии и Молдове — радиостанция RFI Roumanie французской государственной телерадиокомпании France Medias Monde, а в Молдове также радиостанция Radio Chișinău румынской государственной радиокомпании SRR.

### Телевидение

#### Международное спутниковое телевидение
Через спутниковое телевидение в данный момент вещают такие международные государственные телеканалы общей тематики, как Rai Italia, SVT World, TVE International, RTP International, ERT World, TVP Polonia, Duna World, TVR International, БНТ World, РТС Сателлит, МРТ Сат, ТВЦГ Сат, CCTV 4, VTV 4, NHK World, DD International (в направлении всех стран), Белсат (в направлении Белоруссии), международные государственные радиостанции общей тематики BBC World Service, RFI Monde, RDP International, Duna World Radio, Голос Греции, VOA Global, CRI Global (в направлении всех стран), Восточноевропейская волна Польского радио (в направлении Белоруссии), международные государственные информационные телеканалы VOA TV, DW TV, BBC World News, France 24 English, RT International (в направлении всех стран), DW Latinoamerica, RT Espanol, CCTV E (в направлении стран Латинской Америки), DW Arabia, BBC Arabic Television, France 24 Arabic, RT Arabic, Euronews Arabic, CCTV Arabic (в направлении арабских стран), BBC Persian Television, Euronews Persian (в направлении Ирана), международные государственные образовательные телеканалы RT Doc, CCTV Documentary. Несмотря на большое количество международных телевизионных новостных и информационных каналов, вещающих круглосуточно, телевизионный процент от зрителей остаётся всё ещё довольно маленьким, и его можно сравнить с числом радиослушателей.

#### Ретрансляция международных телеканалов в стране-адресанте
Ретрансляция международных телеканалов в стране-адресанте может осуществляться либо через проводное (кабельное) телевидение, либо через беспроводное (эфирное) телевидение. Так, в Молдавии через несколько частных сетей кабельного телевидения ретранслируется телеканал TVR Moldova румынской государственной телекомпании TVR. Во франкоязычных странах странах Африки через кабельное телевидение ретранслируются телеканалы TV5 Monde Afrique, в португалоязычных — RTP Africa. В Швеции через беспроводное телевидение ретранслировался телеканал TV Finland финской государственной телерадиокомпанией Yle, в Финляндии телеканал TV4 шведской государственной телекомпании SVT. В Болгарии в прошлом через эфирное телевидение ретранслировались телеканал TV5 Monde Europe и 1 канал франко-бельгийско-швейцарско-канадской государственной телекомпании TV5 Monde и Российской государственной телерадиокомпании «Останкино» соответственно. Также во многих странах такие международные информационные телеканалы как DW TV, BBC World News, France 24 и другие могут ретранслироваться через проводное (кабельное) телевидение, а в некоторых странах также и через беспроводное — так, в Греции в 2008 — 2013 гг. ретранслировались DW TV, BBC World News и TV5 Monde.

### Видеосайты
Многие международные телевизионные компании (так же как внутренние) создали учётные записи на видеосайтах, например YouTube, чтобы позволить своим новостям и информации распространяться в мировых масштабах. Число посетителей таких сайтов может казаться огромным. Cable, TVRO и земные телевизионные компании, вероятно, привлекают в 100—1000 раз больше зрителей, чем по аналоговому вещанию, за счёт их международного вещания.
Международные вещатели, известные поддержкой своих собственных видеосайтов:
- VOA
- RFE/RL
- DW
- BBC
- France Media Monde
- Euronews
- Swissinfo
- Рашут ха-шидур
- CCTV
- Russia Today
- Al-Jazeera

## Вещание в СССР
Союзное:
- 5-я программа Всесоюзного радио

Зарубежное:
- «Вражеские голоса»:
  - Радио «Свобода»
  - Голос Америки
  - CRI
  - World Radio Japan
  - Deutsche Welle (в Веймарский период — Weltrundfunksender — «Всемирное радиовещание», в нацистский период Deutsche Kurzwellensender[1], в период ГДР — RBI)
  - Русская служба Би-би-си
  - RFI
  - Radio Rome
  - Решет Хей
  - Radio Sweden
  - Radio Sweizer International
  - Radio Exterior
  - Голос Греции
- «Голоса друзей»:
  - Польское радио для заграницы
  - Радио Прага
  - Радио Бупапешт
  - Радио Бухарест
  - Радио Болгария
  - Международное радио Югославии

## Вещание в РФ
- Международное радио Китая
- CCTV-Русский
- Всеиндийское радио
- Голос Америки
- Радио «Свобода»
- NHK и NHK World
- Голос Вьетнама
- Каирское радио
- Deutsche Welle
- Голос Исламской Республики Иран
- Голос Турции
- Русская служба Би-би-си
- Международное французское радио
- KBS World Radio
- Международное радио Украины
- Польское радио
- Голос Кореи
- Международное радио Тайваня
- Румынская радиовещательная компания
- Радио Прага
- Шведское радио
- Беларусь (радиостанция)
- Коль Исраэль
- Швейцарская вещательная корпорация
- Болгарское национальное радио
- Yle
- Международное радио Словакии
- Телерадио-Молдова
- Голос Монголии
- Радио Ватикана